# NFL-sæson 2013
National Football League-sæsonen 2013-14 bliver skudt i gang den 5. september 2013 hvor de forsvarende Super Bowl-mestre, Baltimore Ravens spiller mod Denver Broncos. Dette bliver dermed en revanche fra American Football Conference-finalen fra sidste sæson.
| NFL | Spire Denne artikel om NFL er en spire som bør udbygges. Du er velkommen til at hjælpe Wikipedia ved at udvide den. |